# Per Oskar Kjølaas

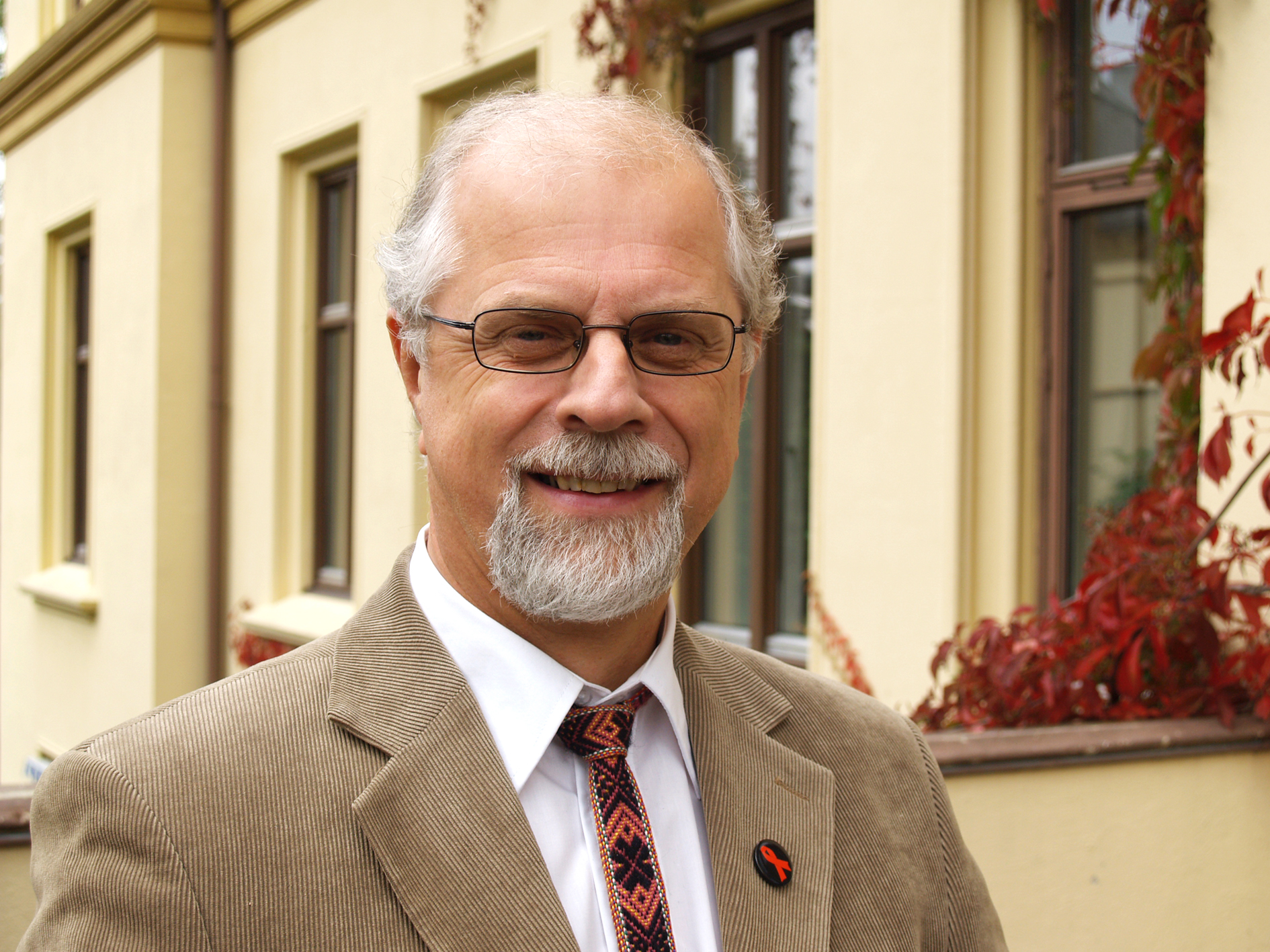
Per Oskar Kjølaas.

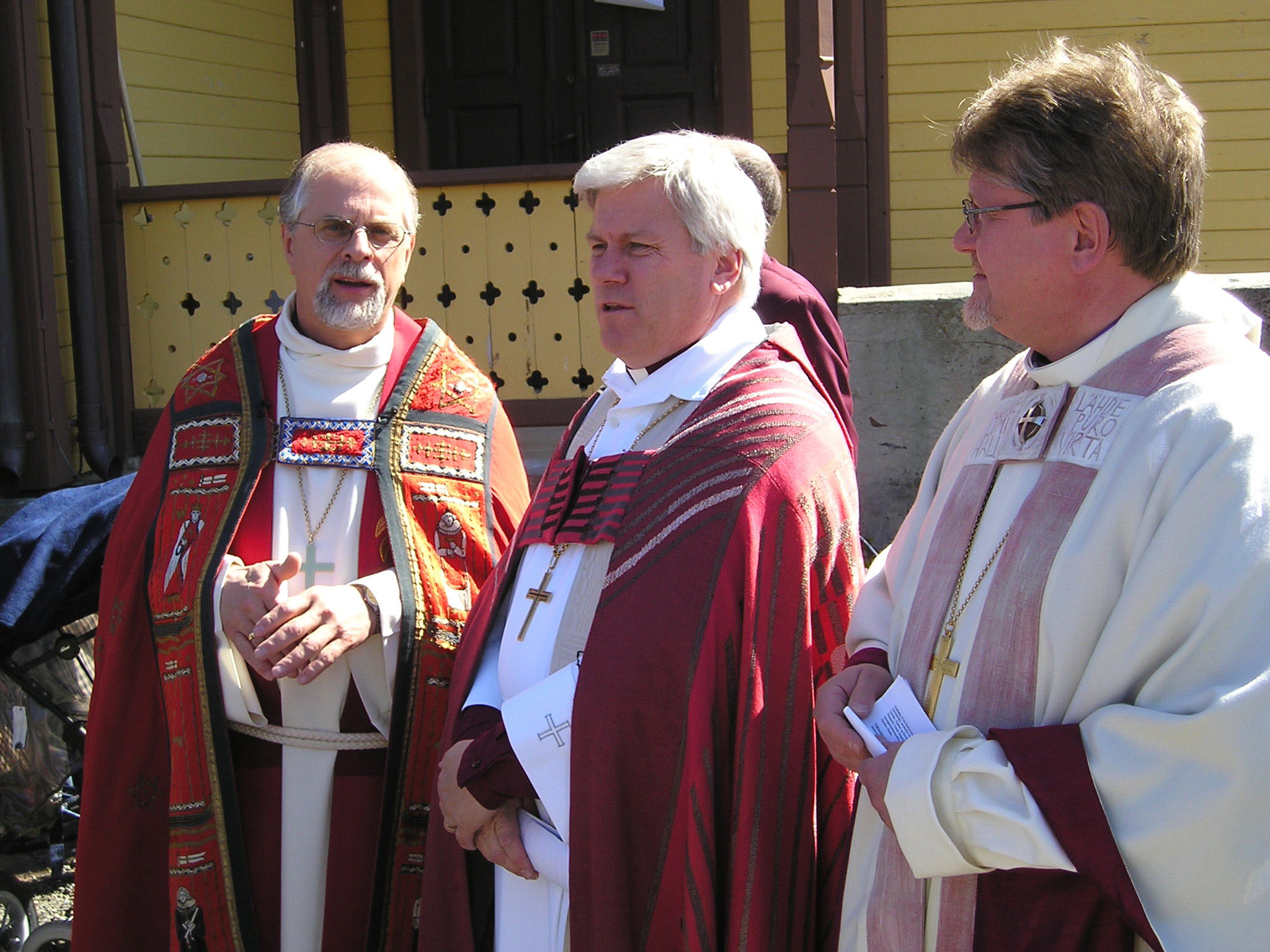
Per Oskar Kjølaas tillsammans med biskop Hans Stiglund från Svenska Kyrkan och biskop Samuel Salmi från Evangelisk-lutherska kyrkan i Finland.

Per Oskar Alfred Kjølaas, född den 25 maj 1948 i Kirkenes, var biskop i Nord-Hålogaland 2002–2014. 
Kjølaas har teologisk utbildning från Menighetsfakultetet i Oslo, och blev cand.theol. 1974. Innan han blev biskop var han prost i Indre Finnmark prosti. 
Kjølaas har skrivit boken Bibelen på samisk (Oslo, 1995) och har också översatt bland annat Luthers lilla katekes till nordsamiska. Han var även en centralgestalt i arbetet med nyöversättningen av Nya testamentet till samiska och är sedan 2002 ledare för Prosjektgruppen for Samisk bibeloversettelse.